# Jesús Martínez
Jesús Martínez Díez (ur. 7 czerwca 1952) – meksykański piłkarz występujący na pozycji lewego obrońcy.

## Kariera klubowa
Martínez rozpoczynał swoją karierę piłkarską w zespole CF Laguna z siedzibą w mieście Torreón. Właśnie w jej barwach, za kadencji szkoleniowca José Antonio Roki, zadebiutował w meksykańskiej Primera División; 27 listopada 1975 w przegranym 1:2 spotkaniu z Américą. Od razu wywalczył sobie miejsce w wyjściowej jedenastce, i mimo iż drużyna na koniec sezonu 1975/1976 spadła do drugiej ligi, to jego dobre występy zaowocowały transferem do ówczesnego mistrza kraju, stołecznego Club América. Także tam od razu został podstawowym piłkarzem i podczas gry w tej drużynie strzelił swojego premierowego gola w najwyższej klasie rozgrywkowej, 22 czerwca 1977 w wygranej 7:1 konfrontacji z Atlético Potosino. W 1977 roku triumfował z Américą w najbardziej prestiżowych rozgrywkach kontynentu, Pucharze Mistrzów CONCACAF, a także zdobył trofeum Copa Interamericana. Z biegiem czasu tracił jednak pewną pozycję w pierwszym składzie i piłkarską karierę zdecydował się zakończyć już w wieku 28 lat.

## Kariera reprezentacyjna
W 1978 roku Martínez został powołany do reprezentacji Meksyku przez selekcjonera José Antonio Rocę na Mistrzostwa Świata w Argentynie. Właśnie na tym turnieju rozegrał swoje jedyne dwa mecze w kadrze: z Tunezją (1:3) i RFN (0:6), w obydwóch występując od pierwszej do ostatniej minuty. Meksykanie po komplecie trzech porażek odpadli z mundialu już w fazie grupowej.